# Бёртуисл, Марк
Марк Лесли Бёртуисл (англ. Mark Leslie Birtwistle, родился 17 октября 1962 года в Окленде) — самоанский регбист новозеландского происхождения, игравший на позиции замка, фланкера и восьмого.

## Семья
Отец — новозеландский регбист Билл Бёртуисл, игравший на позиции трёхчетвертного за команду «Уаикато» из одноимённой провинции и выступавший в 1967 году в составе новозеландской сборной во время турне по Великобритании, Франции и Канаде.
Сын — самоанский регбист Боден Фридрих Бёртуисл, игравший за сборную до 20 лет на позиции оттянутого нападающего и за клуб «Каунтиз Манукау». Боден стал фигурантом дела, когда на вечеринке в Маунт-Альберте в ноябре 2014 года подрался с человеком и сломал ему челюсть. Суд закрыл дело после примирения сторон.

## Игровая карьера
Известен по выступлениям на профессиональном уровне за клубы разных новозеландских провинций: «Окленд», «Веллингтон» и «Каунтиз Манукау». В 1991 году выступил на чемпионате мира по регби, проведя дебютную встречу 6 октября в Кардиффе против Уэльса, которая завершилась сенсационной самоанской победой со счётом 16:13. Последнюю игру провёл 12 ноября 1996 года на дублинском стадионе «Лэнсдаун Роуд» против Ирландии. В 11 тест-матчах за сборную очков не набирал. Участник турне 1994 года по Австралии.
После завершения карьеры некоторое время работал тренером клуба «Сабёрбз». В 2009 году занимал должность тренера нападающих в штабе сборной самоанцев из Новой Зеландии «Эн Зет Самоа» на Турнире трёх наций в Апиа. Сотрудничает в настоящее время с командой «Сабёрбз Олд Бойз».